# Massacre de Dille
Pour les articles homonymes, voir Dille.
Le massacre de Dille a lieu la nuit du 13 au 14 juillet 2014 pendant l'insurrection de Boko Haram.

## Déroulement
La nuit du 13 au 14 juillet 2014, plusieurs dizaines de combattants de Boko Haram attaquent Dille, un village situé dans le district d'Askira Uba, à 200 kilomètres environ de Maiduguri. Venus de la forêt de Sambisa et transportés par des pick-ups ou montés sur des motos, les rebelles islamistes incendient totalement le village et détruit notamment trois églises. Ils ouvrent également le feu sur les habitants,.
La milice d'auto-défense tente de résister. Au terme de l'affrontement, elle affirme être parvenue à tuer 20 combattants islamistes, cependant cette estimation n'a pu être confirmée, les corps des rebelles islamistes étant emportés par leurs camarades.
La population prend la fuite, selon des villageois l'aviation nigériane intervient mais elle confond des civils en fuite avec des islamistes et les bombardent par erreur. Un survivant, Michael Umaru Jar, déclare : « Nous avons perdu 38 personnes dans des attaques de Boko Haram et des bombardements de l'armée contre des habitants fuyant le village »,.
D'après des habitants au moins six civils, dont quatre deux femmes et quatre enfants sont tués par les tirs d'un avion.